# ۲۴ جمادی‌الثانی
۲۴ جمادی‌الثانی، بیست و چهارمین روز از ماه جمادی‌الثانی در تقویم هجری قمری است.
در تقویم هجری قمری قراردادی این روز صد و هفتاد و دومین روز سال است.